# Jesus Culture
Jesus Culture —християнський рок-гурт з міста Реддінг (Redding), Каліфорнія, США і одночасно гурт прославлення християнського руху Jesus Culture.
Його було засновано влітку 1999 року, коли група молоді з Bethel Church в Реддінг, Каліфорнія, під керівництвом директора Беннінг Лібшера (Banning Liebscher), організувала першу конференцію Jesus Culture. Їх служіння заявило «Jesus Culture — одне з найвпливовіших християнських рухів у післявоєнної Америки». Їх альбоми являють собою поєднання оригінальних і кавер-версій пісень. У 2014 році Jesus Culture переїхали до Сакраменто, де заснували церкву.
На початку 2017-го, Jesus Culture оголосили тур «Outcry» в підтримку альбому, запис якого добігає середини.

## Дискографія
| Рік випуску | Назва альбому                        | Тип        |
| ----------- | ------------------------------------ | ---------- |
| 2002        | Undone                               | Студійний  |
| 2006        | Everything                           | Студійний  |
| 2007        | We Cry Out                           | Студійний  |
| 2008        | Your Love Never Fails                | Студійний  |
| 2009        | Consumed                             | Студійний  |
| 2010        | My Passion                           | EP         |
| 2010        | Come Away                            | Студійний  |
| 2011        | Awakening: Live from Chicago         | Концертний |
| 2012        | Live from New York                   | Концертний |
| 2012        | Emerging Voices                      | Студійний  |
| 2014        | Jesus Culture Reconstructed Volume 1 | Ремікс     |
| 2014        | Unstoppable Love                     | Студійний  |
| 2015        | This Is Jesus Culture                | Студійний  |
| 2015        | Esto Es Jesús Culture                | Студійний  |
| 2016        | Let It Echo                          | Студійний  |
| 2016        | Let It Echo Unplugged                | Концертний |
| 2017        | Love Has a Name                      | Студійний  |
| 2018        | Living With a Fire                   | Концертний |

### Альбоми, випущені під лейблом Jesus Culture Music
| Рік випуску | Назва альбому                                      | Тип        | Виконавець                                                     |
| ----------- | -------------------------------------------------- | ---------- | -------------------------------------------------------------- |
| 2015        | Children of Promise                                | Студійний  | Ендрю Егрензеллер (Andrew Ehrenzeller)                         |
| 2011        | Here On Earth                                      | Студійний  | Брайан та Кейті Торвалт (Bryan & Katie Torwalt)                |
| 2013        | Kingdom Come                                       | Студійний  | Брайан та Кейті Торвалт (Bryan & Katie Torwalt)                |
| 2015        | Jesus Culture Music Presents Bryan & Katie Torwalt | Студійний  | Брайан та Кейті Торвалт (Bryan & Katie Torwalt)                |
| 2015        | Everything And Nothing Less                        | Студійний  | Кріс МакКларні (Chris McClarney)                               |
| 2016        | Split the Sky                                      | Студійний  | Кріс Куілала (Chris Quilala)                                   |
| 2015        | Real Love                                          | Студійний  | Дерек Джонс (Derek Johnson)                                    |
| 2012        | Overcome                                           | Студійний  | Хезлі Кларк (Heather Clark)                                    |
| 2009        | Marked By Heaven                                   | Студійний  | Джейк Гамільтон (Jake Hamilton)                                |
| 2011        | Freedom Calling                                    | Студійний  | Джейк Гамільтон (Jake Hamilton)                                |
| 2015        | Live at the Knight                                 | Концертний | Джон Марк МакМілан (John Mark McMillan)                        |
| 2013        | Our Love                                           | EP         | Джош і Емберлі Клінкенберг (Josh & Amberley Klinkenberg)       |
| 2014        | Atmospheres                                        | Студійний  | Джастін Джарвіс (Justin Jarvis)                                |
| 2013        | Home                                               | Студійний  | Кім Волкер-Сміт, Скайлер Сміт (Kim Walker-Smith, Skyler Smith) |
| 2008        | Here Is My Song                                    | Студійний  | Кім Волкер-Сміт (Kim Walker-Smith)                             |
| 2013        | Still Believe                                      | Студійний  | Кім Волкер-Сміт (Kim Walker-Smith)                             |
| 2014        | When Christmas Comes                               | Студійний  | Кім Волкер-Сміт (Kim Walker-Smith)                             |
| 2008        | Those Who Dream                                    | Студійний  | Крістін ДіМакро (Kristene DiMarco)                             |
| 2012        | Safe Place                                         | Студійний  | Крістін ДіМакро (Kristene DiMarco)                             |
| 2015        | Mighty                                             | Студійний  | Крістін ДіМакро (Kristene DiMarco)                             |

## Учасники
| - Кім Волкер-Сміт (англ. Kim Walker-Smith) — президент лейблу Jesus Culture Music, лідер прославлення, вокалістка; - Кріс Куілала (англ. Chris Quilala) — пастор прославлення, вокаліст та гітарист; - Джеффрі Канд (англ. Jeffrey Kunde) — соло-гітарист; - Брендон Ааронсон (англ. Brandon Aaronson) — клавішні інструменти; - Іен Мак-Інтош (англ. Ian McIntosh) — бас-гітарист; |  | - Джош Фішер (англ. Josh Fisher) — ударні інструменти; - Скайлер Сміт (англ. Skyler Smith) — гітарист, бренд-менеджер; Додатковий персонал: - Джоанна Гамптон (англ. Joanna Hampton) — адміністративний помічник; - Моллі Вільямс (англ. Molly Williams) — координатор проекту. |